# 黄婉秋
黄婉秋（1943年1月17日—2023年3月4日），女，广西桂林永福县人，中国电影、歌剧演员，桂林市文化局原副局长，第七、八、九、十届全国政协委员。代表作为电影《刘三姐》。

## 生平
黄婉秋十三岁开始演艺生涯，从事桂剧舞台艺术，1961年主演电影《刘三姐》，随后调入桂林市歌舞团。1980年起，她赴日本、香港、新加坡、马来西亚和泰国等地演出，被誉为“歌仙”和舞台世界的大英豪。黄为香港文志唱片公司、中国唱片总公司、中国国际音像出版、广西音像公司和新加坡风格唱片公司等灌录录音带和唱片，发行国内外。1983年，黄被调到广西自治区歌舞团担任副团长，之后参演电影《春兰秋菊》《桂林山水》《离江春》《长城大决战》、电视剧《爸爸妈妈和孩子》《桂林山水传奇》、电视剧黄梅戏《黄山情》、香港片《白发魔女》等。
2023年3月4日，黄婉秋在桂林逝世，享年80岁。